# خوسيه نيفيس
خوسيه نيفيس هو شخصية أعمال برتغالي، ولد في 1974.